# العلاقات الأذربيجانية المنغولية
العلاقات الأذربيجانية المنغولية هي العلاقات الثنائية التي تجمع بين أذربيجان ومنغوليا.

## مقارنة بين البلدين
هذه مقارنة عامة ومرجعية للدولتين:
| وجه المقارنة                                              | أذربيجان        | منغوليا         |
| --------------------------------------------------------- | --------------- | --------------- |
| المساحة (كم2)                                             | 86.60 ألف       | 1.57 مليون      |
| عدد السكان (نسمة)                                         | 10.00 مليون     | 3.08 مليون      |
| الكثافة السكانية (ن./كم²)                                 | 115.47          | 1.96            |
| العاصمة                                                   | باكو            | أولان باتور     |
| اللغة الرسمية                                             | اللغة الأذرية   | اللغة المنغولية |
| العملة                                                    | مانات أذربيجاني | توغروغ منغولي   |
| الناتج المحلي الإجمالي (بليون دولار)                      | 40.75 مليار     | 11.49 مليار     |
| الناتج المحلي الإجمالي (تعادل القوة الشرائية) بليون دولار | 171.56 مليار    | 36.16 مليار     |
| الناتج المحلي الإجمالي الاسمي للفرد دولار أمريكي          | 5.50 ألف        | 3.97 ألف        |
| الناتج المحلي الإجمالي للفرد دولار أمريكي                 | 17.52 ألف       | 11.95 ألف       |
| مؤشر التنمية البشرية                                      | 0.751           | 0.727           |
| رمز المكالمات الدولي                                      | +994            | +976            |
| رمز الإنترنت                                              | .az             | .mn             |
| المنطقة الزمنية                                           | ت ع م+04:00     | ت ع م+08:00     |

## منظمات دولية مشتركة
يشترك البلدان في عضوية مجموعة من المنظمات الدولية، منها:
| علم المنظمة | اسم المنظمة                               | تاريخ انضمام أذربيجان | تاريخ انضمام منغوليا |
| ----------- | ----------------------------------------- | --------------------- | -------------------- |
|             | الاتحاد البريدي العالمي                   | ?                     | ?                    |
|             | بنك التنمية الآسيوي                       | 1999                  | 1991                 |
|             | يونسكو                                    | 3 يونيو 1992          | 1 نوفمبر 1962        |
|             | البنك الدولي للإنشاء والتعمير             | 18 سبتمبر 1992        | 14 فبراير 1991       |
|             | وكالة ضمان الاستثمار متعدد الأطراف        | 23 سبتمبر 1992        | 21 يناير 1999        |
|             | الاتحاد الدولي للاتصالات                  | 10 أبريل 1992         | 27 أغسطس 1964        |
|             | منظمة الشرطة الجنائية الدولية             | ?                     | ?                    |
|             | مؤسسة التمويل الدولية                     | 11 أكتوبر 1995        | 14 فبراير 1991       |
|             | الأمم المتحدة                             | 2 مارس 1992           | 27 أكتوبر 1961       |
|             | منظمة الأمن والتعاون في أوروبا            | 30 يناير 1992         | 21 نوفمبر 2012       |
|             | مؤسسة التنمية الدولية                     | 31 مارس 1995          | 14 فبراير 1991       |
|             | منظمة حظر الأسلحة الكيميائية              | ?                     | ?                    |
|             | المركز الدولي لتسوية المنازعات الاستشارية | 18 أكتوبر 1992        | 14 يوليو 1991        |

## وصلات خارجية
- موقع وزارة الخارجية الأذربيجانية
- موقع وزارة الخارجية المنغولية